# 多布羅皮利亞區

多布羅皮利亞區在頓涅茨克州的位置

多布羅皮利亞區（烏克蘭語：Добропільський район），曾是烏克蘭頓涅茨克州的一個區，位於該國東部，行政中心設於多布羅皮利亞，面積949平方公里，2015年人口16,096，人口密度每平方公里17.9人。
该区在2020年7月18日的乌克兰行政区划改革中被撤销，改革后頓涅茨克州下分为8个区，但只有5个区是在乌克兰政府的实际管辖下。